# 156 (nombre)
Cet article concerne le nombre 156. Pour l'année, voir 156.
156 (cent cinquante-six) est l'entier naturel qui suit 155 et qui précède 157.

## En mathématiques
Cent cinquante-six est :
- un nombre oblong (12 × 13) ;
- un nombre Harshad ;
- un nombre dodécagonal.

## Dans d'autres domaines
Cent cinquante-six est aussi :
- Années historiques : -156, 156
- Ligne 156 (Infrabel)